# بيير بوفير
بيير بوفير (بالفرنسية: Pierre Bouvier )‏ (و. 1979  م) هو مغني، وموسيقي، ومنشد، وعازف غيتار بيس كندي، ولد في مونتريال، يستخدم آلات صوت بشري، وآلة إيقاعية، وآلة مفاتيح، وغيتار البيس، وقيثارة.

## وصلات خارجية
- بيير بوفير على موقع IMDb (الإنجليزية)
- بيير بوفير على موقع ميوزك برينز (الإنجليزية)
- بيير بوفير على موقع إن إن دي بي (الإنجليزية)
- بيير بوفير على موقع ديسكوغز (الإنجليزية)
- بيير بوفير على موقع قاعدة بيانات الفيلم (الإنجليزية)
- بيير بوفير في قاعدة بيانات الأفلام على الإنترنت